# Prevoje
Prevoje este o localitate din comuna Lukovica, Slovenia, cu o populație de 20 de locuitori.